# IRZ-Stiftung
Die Deutsche Stiftung für Internationale Rechtliche Zusammenarbeit e.V. (IRZ) wurde 1992 auf Initiative des damaligen Bundesministers der Justiz, Klaus Kinkel, als eingetragener gemeinnütziger Verein gegründet. Der Sitz des Vereins ist in Bonn, ein weiteres Büro befindet sich in Berlin.

## Aufgaben
Seit ihrer Gründung unterstützt die IRZ ihre Partnerstaaten (derzeit rund 20) bei deren rechtlichen und justiziellen Reformvorhaben. Dabei stehen die Weiterentwicklung rechtsstaatlicher und marktwirtschaftlich ausgerichteter Strukturen sowie die Angleichung des nationalen Rechts an das EU-Recht im Fokus. Die Tätigkeit konzentriert sich derzeit auf die Schwerpunktregionen Ost- und Südosteuropa, (Zentral)-Asien, Südkaukasus, Naher Osten und Afrika.
Vor diesem Hintergrund führt die IRZ im Rahmen von Gesetzgebungsberatungen Expertengespräche durch, begleitet die Erarbeitung von Gesetzentwürfen und fördert die Aus- und Weiterbildung von Juristen aller Fachrichtungen. Hierzu werden Seminare, Workshops und Konferenzen in den jeweiligen Partnerstaaten veranstaltet. Im Vordergrund stehen dabei die jeweiligen nationalen rechtlichen Reformen und das deutsche und das europäische Recht. Des Weiteren werden zu Aus- und Fortbildungszwecken Arbeitsbesuche, Praktika und Hospitationen in Deutschland angeboten, um einen unmittelbaren praxisorientierten Austausch mit deutschen Experten zu ermöglichen. Im Rahmen ihrer Möglichkeiten fördert die IRZ auch den juristischen Nachwuchs, indem mit Universitäten zusammengearbeitet wird, sei es durch Begleitstudien, Seminare oder Vorlesungen.
Gremien der IRZ sind die Mitgliederversammlung und das Kuratorium. Diesen gehören Persönlichkeiten aus Politik, Wirtschaft, Verwaltung, Wissenschaft, Gewerkschaften und Nichtregierungsorganisationen, den juristischen Berufsverbänden, Dachorganisationen der Wirtschaft sowie Unternehmen an. Außerdem kann die IRZ in ihrer Arbeit auf zahlreiche erfahrene Fachleute aus den unterschiedlichsten juristischen Fachgebieten zurückgreifen.

## Ziele
- rechtsstaatliche, demokratische Verfassungsstrukturen im Rahmen des europäischen Menschenrechtsverständnisses
- eine unabhängige, funktionsfähige Justiz einschließlich aller prozessrechtlichen Grundlagen
- privat- und wirtschaftsrechtliche Grundlagen für privatrechtliche Betätigung und wirtschaftlichen Leistungsaustausch
- öffentlich-rechtliche Rahmenbedingungen für unternehmerische Tätigkeiten
- die Harmonisierung der nationalen Rechtsordnung mit dem Europäischen Recht
- die Internationale Rechtshilfe und Zusammenarbeit in Zivil- und Strafsachen
- europäische Standards, insbesondere des Menschenrechtsschutzes im Bereich des Strafrechts, Strafprozessrechts und Strafvollzugsrechts

## Auftraggeber
Die IRZ arbeitet im Auftrag der Bundesregierung und wird dabei im Wesentlichen aus Haushaltsmitteln des Bundesministeriums der Justiz und über Projektförderung des Auswärtigen Amts finanziert. Daneben führt die IRZ Projekte im Rahmen der Nachbarschafts- und Beitrittspolitik im Auftrag der Europäischen Union durch.